# NGC 4118
NGC 4118 é uma galáxia espiral (S0-a) localizada na direcção da constelação de Canes Venatici. Possui uma declinação de +43° 06' 41" e uma ascensão recta de 12 horas, 07 minutos e 52,9 segundos.
A galáxia NGC 4118 foi descoberta em 20 de Abril de 1857 por William Parsons.